# Ainhoa Ostolaza Etxaniz
Ainhoa Ostolaza Etxaniz (Urnieta, Guipúscoa, 1967) era una ciclista basca que s'especialitzà amb ciclisme en pista. Es va proclamar diversos cops campiona d'Espanya.

## Palmarès en pista
- 1989
  - 3a al Campionat del món júnior en Persecució
- 1993
  -  Campiona d'Espanya en Velocitat
- 1994
  -  Campiona d'Espanya en Persecució
  -  Campiona d'Espanya en Velocitat
- 1995
  -  Campiona d'Espanya en Velocitat

## Palmarès en ruta
- 1990
  -  Campiona d'Espanya júnior en ruta
- 1994
  - Vencedora d'una etapa a l'Iurreta-Emakumeen Bira